# Enneacampus ansorgii
Enneacampus ansorgii es una especie de pez de la familia Syngnathidae en el orden de los Syngnathiformes.

## Morfología
Los machos pueden alcanzar 13,8 cm de longitud total.

## Reproducción
Es ovíparo y el macho transporta los huevos en una bolsa ventral, la cual se encuentra debajo de la cola.

## Hábitat
Es un pez demersal y de clima tropical (24 °C-28 °C).

## Distribución geográfica
Se encuentra en África: desde el río Gambia hasta el río Cuanza (Angola).